# Marcello Violi
Marcello Violi (Parma, 11 ottobre 1993) è un ex rugbista a 15 e allenatore di rugby a 15 italiano, allenatore del Valorugby.

## Biografia
Cresciuto nelle giovanili del Noceto e nell'Accademia Federale Ivan Francescato. Nel 2012 viene convocato per il Sei Nazioni Under 20 e prende parte al mondiale di categoria in SudAfrica.  Nel 2013 disputa con la nazionale italiana under 20 di Gianluca Guidi il Junior World Rugby Trophy vincendolo.
Dopo una stagione nelle file dei Crociati, nati dalla fusione del Noceto con il Parma, nell'annata successiva approdò al Calvisano, dove ritrovò proprio Guidi, nuovo tecnico della squadra bresciana, e con cui vinse il campionato d'eccellenza 2013-14.
Nel giugno del 2014 venne convocato nell'Italia emergenti per partecipare alla Tbilisi Cup e nel gennaio del 2015 venne inserito da Jacques Brunel nella rosa della nazionale maggiore per partecipare al sei nazioni anche se non giocherà nessuna partita.
Il 1º novembre 2014 esordì in Pro12 con le Zebre contro gli Scarlets.
Nella stagione 2014-15 vinse il Trofeo Eccellenza con il Calvisano.
Esordisce in nazionale nell'agosto 2015 giocando le due partite pre mondiali con la Scozia per poi essere convocato alla Coppa del Mondo di rugby 2015.

## Palmarès
- Campionati italiani: 2
Calvisano: 2013-14, 2014-15
- Trofei Eccellenza : 1
Calvisano: 2014-15